# Lotus argenteus
Lotus argenteus là một loài thực vật có hoa trong họ Đậu. Loài này được (Delile) Boiss. miêu tả khoa học đầu tiên năm 1872.